# Alegeri prezidențiale în România, 2014
Alegerile prezidențiale din România au avut loc în două tururi de scrutin, la 2 noiembrie 2014 și la 16 noiembrie 2014. Pentru al doilea tur s-au calificat premierul în funcție, Victor Ponta (Alianța PSD–UNPR–PC), cu 40,44% din voturi, respectiv primarul Sibiului, Klaus Iohannis (ACL), cu 30,37%. În al doilea tur, cu o participare la vot cu peste 10% mai mare față de primul tur, Iohannis a obținut 6.288.769 de voturi, reprezentând 54,43% din opțiuni. Victor Ponta a obținut 5.264.383 de voturi, reprezentând 45,56%.
Alegerile au fost marcate de cozi lungi de așteptare la secțiile din străinătate, de până la zece ore. În pofida statului la rând, zeci de mii de cetățeni români nu au reușit să voteze, toate secțiile fiind închise la ora 21. După numărarea voturilor din străinătate a devenit certă preferința românilor din diaspora pentru candidatul opoziției, Klaus Iohannis, care a obținut în diaspora cel mai bun scor (89,73%).
Conform Constituției României, art. 83, mandatul președintelui este de 5 ani, cu posibilitatea înnoirii sale o singură dată.

## Organizarea alegerilor
Guvernul Ponta a modificat prin OUG 45/2014 modalitatea de alegere a președintelui României, pentru ca votul să poată fi exprimat de alegători în orice secție de votare. 
OUG 45/2014 a fost criticată de Partidul Național Liberal sub aspectul favorizării votului multiplu, la mai multe secții de votare.
În data de 5 august 2014 PNL a sesizat Curtea de Apel București cu o cerere de anulare a OUG 45/2014. La 20 august 2014 instanța a decis sesizarea Curții Constituționale în această cauză. Această instanță a respins în data de 16 septembrie 2014 excepția de neconstituționalitate ca inadmisibilă, fără să o judece pe fond.
În data de 19 septembrie congresmanul american Christopher Smith, membru al Comisiei pentru Afaceri Externe din Camera Reprezentanților, a adresat o scrisoare premierului Ponta, în care și-a exprimat îngrijorarea față de modificarea legii electorale în perioada campaniei electorale. Congresmanul Smith a arătat că legislația electorală trebuie adoptată în urma dezbaterii în Parlament, nu prin modalitatea unei ordonanțe de urgență.

## Depunerea candidaturilor
Primul candidat care și-a înscris candidatura a fost Victor Ponta, care a depus pe 17 septembrie listele cu semnături. Klaus Iohannis și-a depus candidatura pe 20 septembrie. Monica Macovei și-a depus candidatura pe 21 septembrie, anunțând că a strâns peste 300.000 de semnături.
În data de 22 septembrie și-au depus listele mai mulți candidați. Călin Popescu-Tăriceanu a ajuns la ora 10:00 la Biroul Electoral Central și și-a înscris candidatura ca independent, întrucât înregistrarea partidului PLR trena încă în justiție. Elena Udrea și-a depus candidatura prezentând peste 400.000 de semnături. Dan Diaconescu a strâns conform propriei declarații peste 300.000 de semnături. În aceeași zi Hunor Kelemen a depus listele cu peste 270.000 de semnături.
La 23 septembrie, ultima zi în care a fost posibil să fie depuse candidaturi, s-au înscris Teodor Meleșcanu, Corneliu Vadim Tudor și William Brânză și ceilalți candidați.

## Candidați

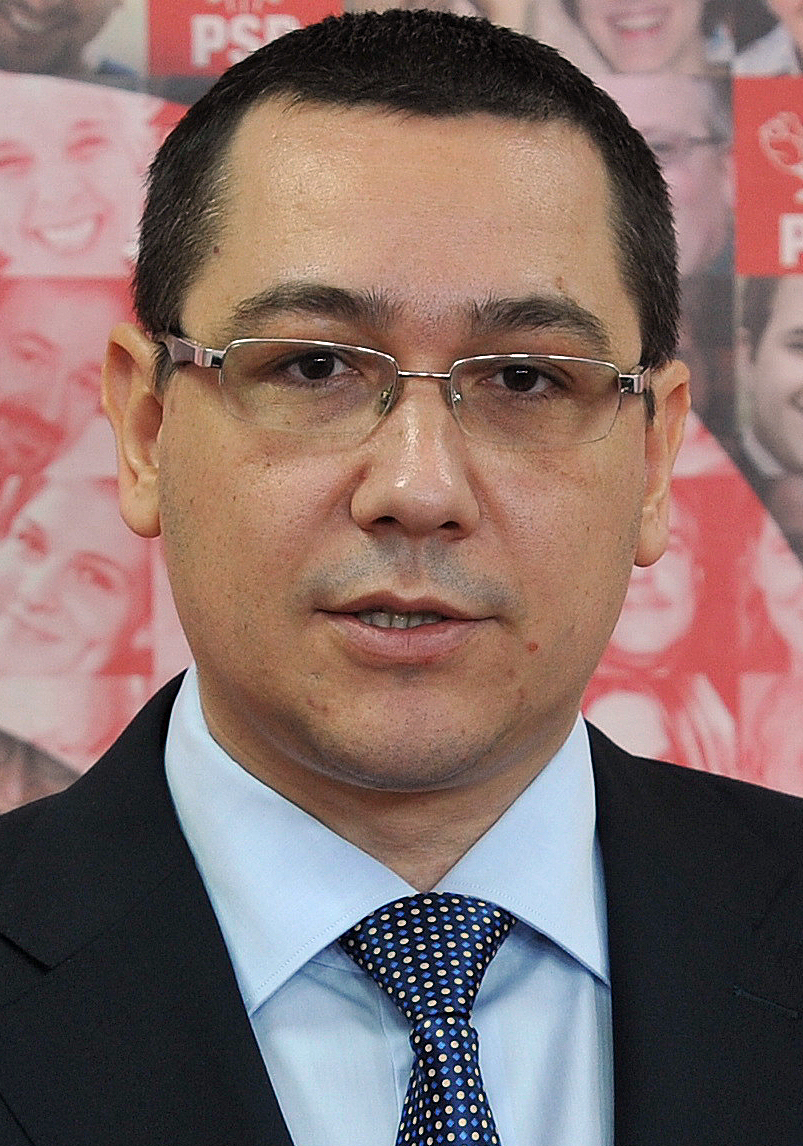
Victor Ponta Partidul Social Democrat PSDsusținut de PADR
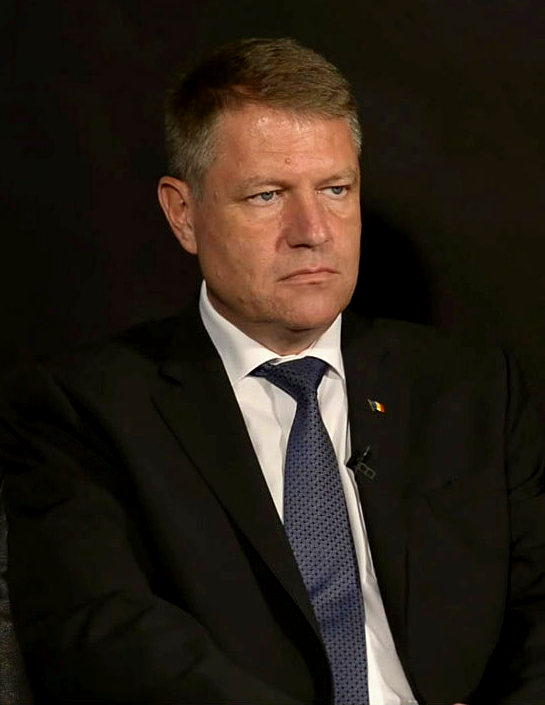
Klaus Iohannis Partidul Naţional Liberal PNLsusținut de PDL
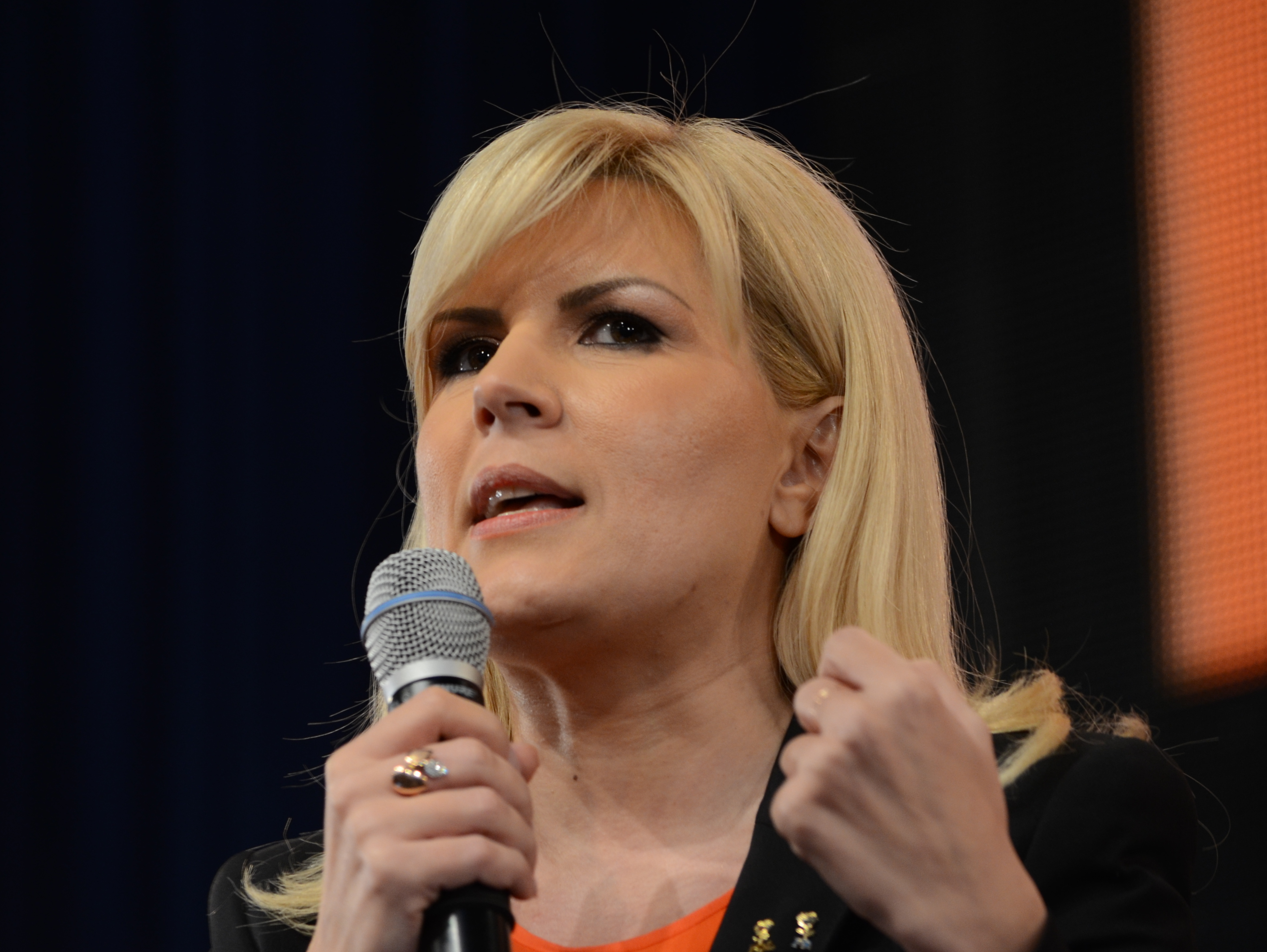
Elena Udrea Partidul Mișcarea PopularăPMPsusținută de PNȚCD
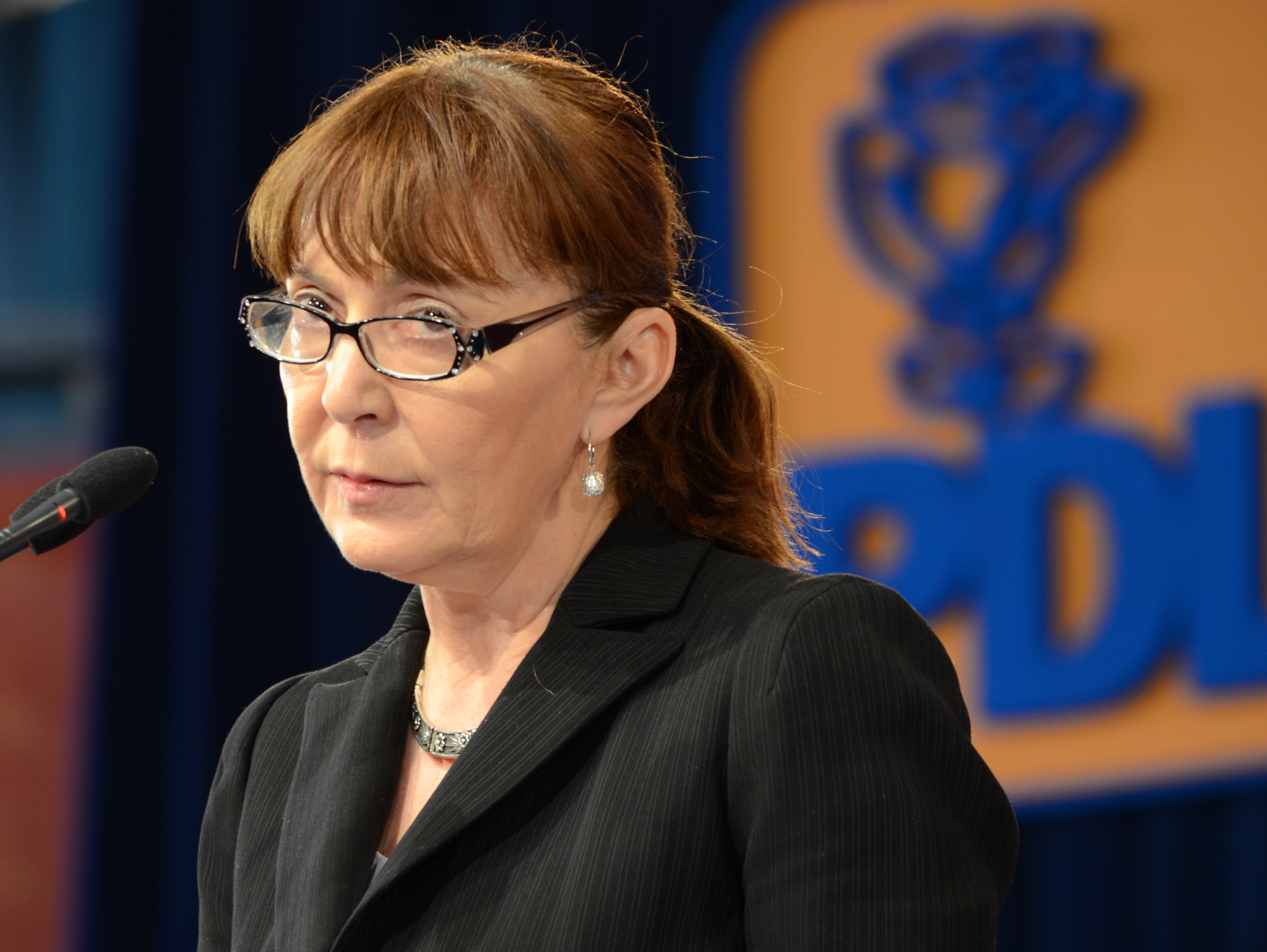
Monica Macovei Candidat independent
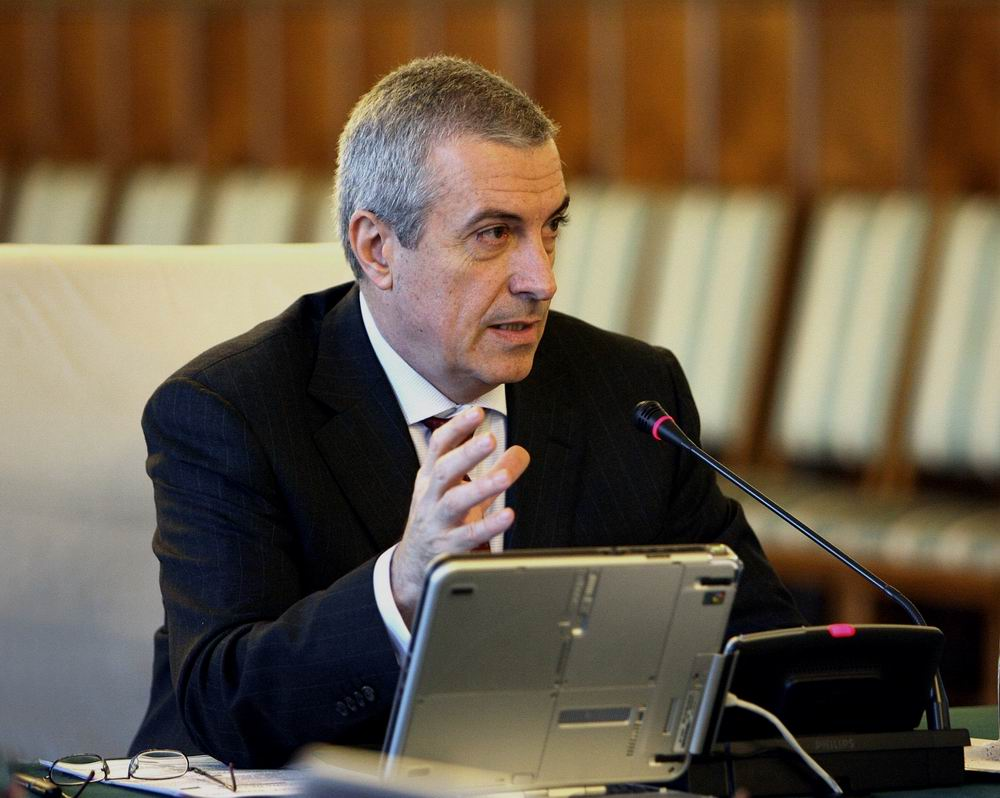
Călin Popescu-Tăriceanu Candidat independent susținut de PLR
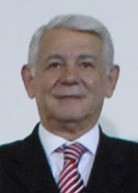
Teodor Meleșcanu Candidat independent
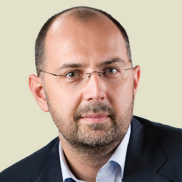
Hunor Kelemen UDMR UDMR
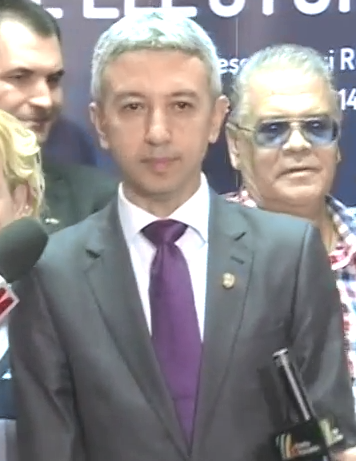
Dan Diaconescu PP-DD
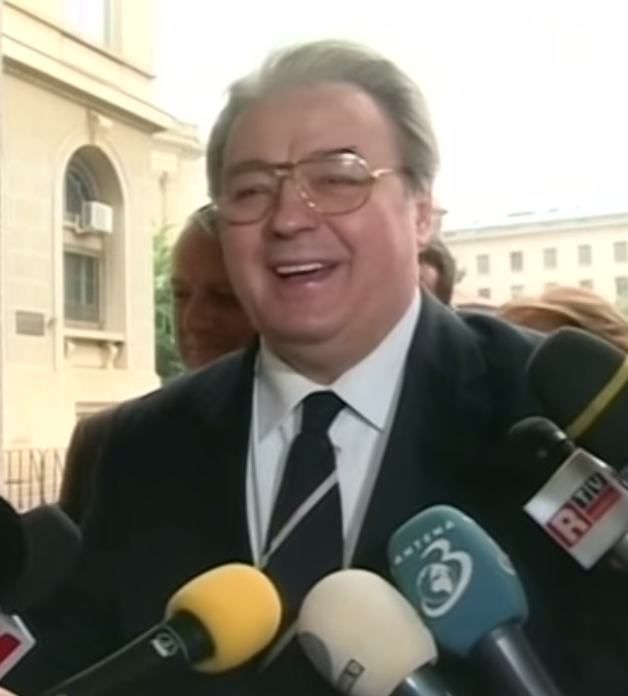
Corneliu Vadim Tudor Partidul România Mare
Gheorghe Funar Candidat independent
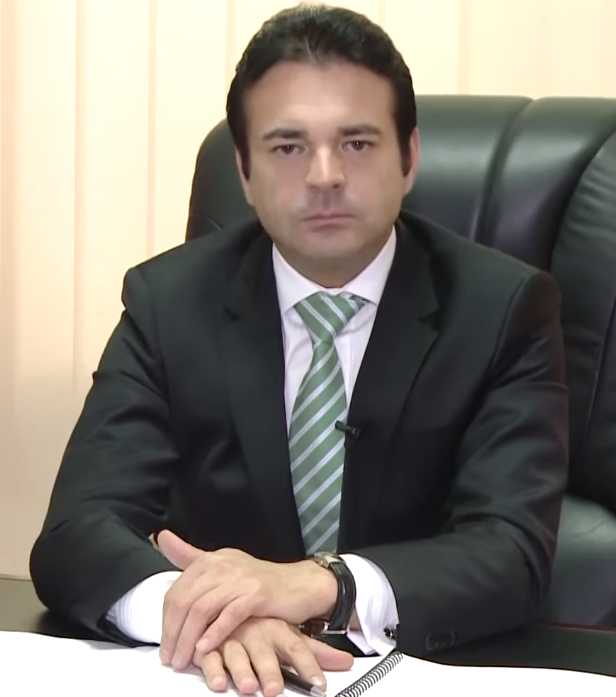
William Brânză PER
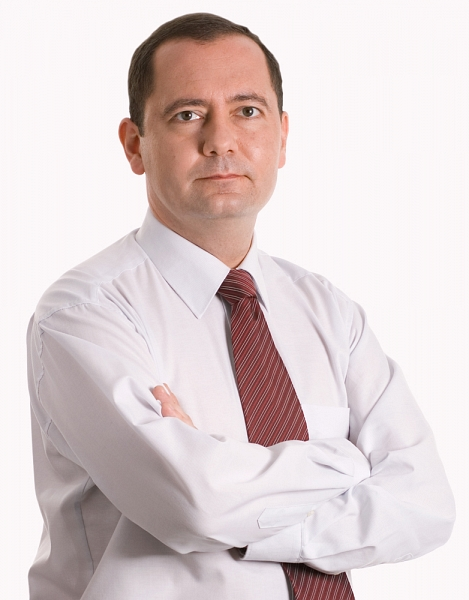
Zsolt Szilágyi PPMT
Constantin Rotaru Partidul Alternativa Socialistă
Mirel Mircea Amariței Prodemo

| 1) Hunor Kelemen         | 2) Klaus Iohannis   |
| 3) Dan Diaconescu        | 4) Victor Ponta     |
| 5) William Brânză        | 6) Elena Udrea      |
| 7) Mirel Mircea Amariței | 8) Teodor Meleșcanu |

| 9) Gheorghe Funar           | 10) Zsolt Szilágyi       |
| 11) Monica Macovei          | 12) Constantin Rotaru    |
| 13) Călin Popescu-Tăriceanu | 14) Corneliu Vadim Tudor |

## Sondaje de opinie

### Cu mai mulți candidați
| Sursa            | Data                           | Ponta (USD) | Iohannis (ACL) | Tăriceanu (Ind.) | Udrea (PMP) | Diaconescu (PP-DD) | Kelemen (UDMR) | Macovei (Ind.) | Vadim (PRM) | Meleșcanu (Ind.) |
| ---------------- | ------------------------------ | ----------- | -------------- | ---------------- | ----------- | ------------------ | -------------- | -------------- | ----------- | ---------------- |
| Sursa            | Data                           |             |                |                  |             |                    |                |                |             |                  |
| CSCI             | 15–18 septembrie 2014          | 42%         | 27%            | 9%               | 6%          | 5%                 | 4%             | 3%             | 2%          |                  |
| CCSCC            | 19–24 septembrie 2014          | ▼ 38%       | ▲ 32%          | ▼ 7%             | ▲ 8%        | ▼ 3%               | ▬ 4%           | ▲ 5%           |             |                  |
| Sociopol         | 20–23 septembrie 2014          | ▲ 42%       | ▼ 26%          | ▲ 9%             | ▼ 6%        | ▲ 5%               | ▼ 3%           | ▼ 3%           | 4%          | 1%               |
| AB Research Grup | 20–25 septembrie 2014          | ▬ 42%       | ▼ 23%          | ▲ 11%            | ▬ 6%        | ▼ 4%               | ▬ 3%           | ▲ 5%           | ▼ 2%        | ▬ 1%             |
| GSSC Avangarde   | 28 septembrie–3 octombrie 2014 | ▬ 42%       | ▲ 28%          | ▼ 8%             | ▼ 5%        | ▼ 2%               | ▲ 4%           | ▼ 4%           | ▬ 2%        | ▲ 4%             |
| INSCOP           | 2–8 octombrie 2014             | ▼ 40.6%     | ▲ 30.1%        | ▼ 6.2%           | ▲ 6.7%      | ▬ 2%               | ▼ 2.5%         | ▲ 4.6%         | ▼ 1.7%      | ▲ 4.6%           |
| Sociopol         | 18–20 octombrie 2014           | ▲ 41%       | ▼ 28%          | ▲ 7%             | ▼ 6%        | ▲ 4%               | ▲ 4%           | ▼ 4%           | ▲ 3%        | ▼ 2%             |
| CSCI             | 20–25 octombrie 2014           | ▬ 41%       | ▼ 27%          | ▲ 8%             | ▼ 5%        | ▲ 5%               | ▼ 3%           | ▼ 3%           | ▬ 3%        | ▬ 2%             |
| CCSCC            | 21–24 octombrie 2014           | ▼ 36%       | ▲ 30%          | ▼ 6%             | ▲ 6%        | ▼ 4%               | ▬ 3%           | ▲ 7%           | ▼ 2%        | ▲ 3%             |
| IRES             | 23 octombrie 2014              | ▲ 43%       | ▬ 30%          | ▬ 6%             | ▲ 8%        | ▼ 1%               | ▼ 2%           | ▼ 5%           | ▼ 2%        | ▲ 3%             |
| CSCI             | 27–29 octombrie 2014           | ▼ 40%       | ▼ 29%          | ▲ 8%             | ▼ 6%        | ▲ 3%               | ▲ 3%           | ▬ 5%           | ▬ 2%        | ▬ 3%             |
| IRES             | 29 octombrie 2014              | ▲ 41%       | ▲ 30%          | ▼ 6%             | ▲ 7%        | ▼ 2%               | ▬ 3%           | ▲ 6%           | ▲ 3%        | ▼ 2%             |

### Cu doi candidați
| Sursa                                                                | Data                           | Ponta (USD) | Iohannis (ACL) |
| -------------------------------------------------------------------- | ------------------------------ | ----------- | -------------- |
| Sursa                                                                | Data                           |             |                |
| INSCOP                                                               | 1–7 mai 2014                   | 51.7%       | 48.3%          |
| Operations Research Arhivat în 6 octombrie 2014, la Wayback Machine. | 5–10 iunie 2014                | 59%         | 41%            |
| The Political Rating Agency                                          | 16–22 iunie 2014               | 55%         | 45%            |
| INSCOP                                                               | 1–6 iulie 2014                 | 52.8%       | 47.2%          |
| BCS                                                                  | 3–12 iulie 2014                | 49.6%       | 50.4%          |
| IRSOP                                                                | 10–17 iulie 2014               | 49%         | 43%            |
| CCSCC[nefuncțională – arhivă]                                        | 17–23 iulie 2014               | 51%         | 49%            |
| GSSC Avangarde                                                       | 25 august–3 septembrie 2014    | 55%         | 45%            |
| INSCOP                                                               | 30 august–4 septembrie 2014    | 54%         | 46%            |
| CSCI                                                                 | 15–18 septembrie 2014          | 57%         | 43%            |
| CCSCC[nefuncțională – arhivă]                                        | 19–24 septembrie 2014          | 52%         | 48%            |
| GSSC Avangarde                                                       | 28 septembrie–3 octombrie 2014 | 57%         | 43%            |
| INSCOP                                                               | 2–8 octombrie 2014             | 53.5%       | 46.5%          |
| IRES                                                                 | 14 octombrie 2014              | 55%         | 45%            |
| CCSCC                                                                | 21–24 octombrie 2014           | 50%         | 50%            |
| CSCI                                                                 | 27–29 octombrie 2014           | 55%         | 45%            |

## Turul întâi

Rezultatele dupa primul tur pe judete
Victor Ponta
Klaus Iohannis
Kelemen Hunor

Victor Ponta
     Klaus Iohannis
     Kelemen Hunor

### Prezența la vot

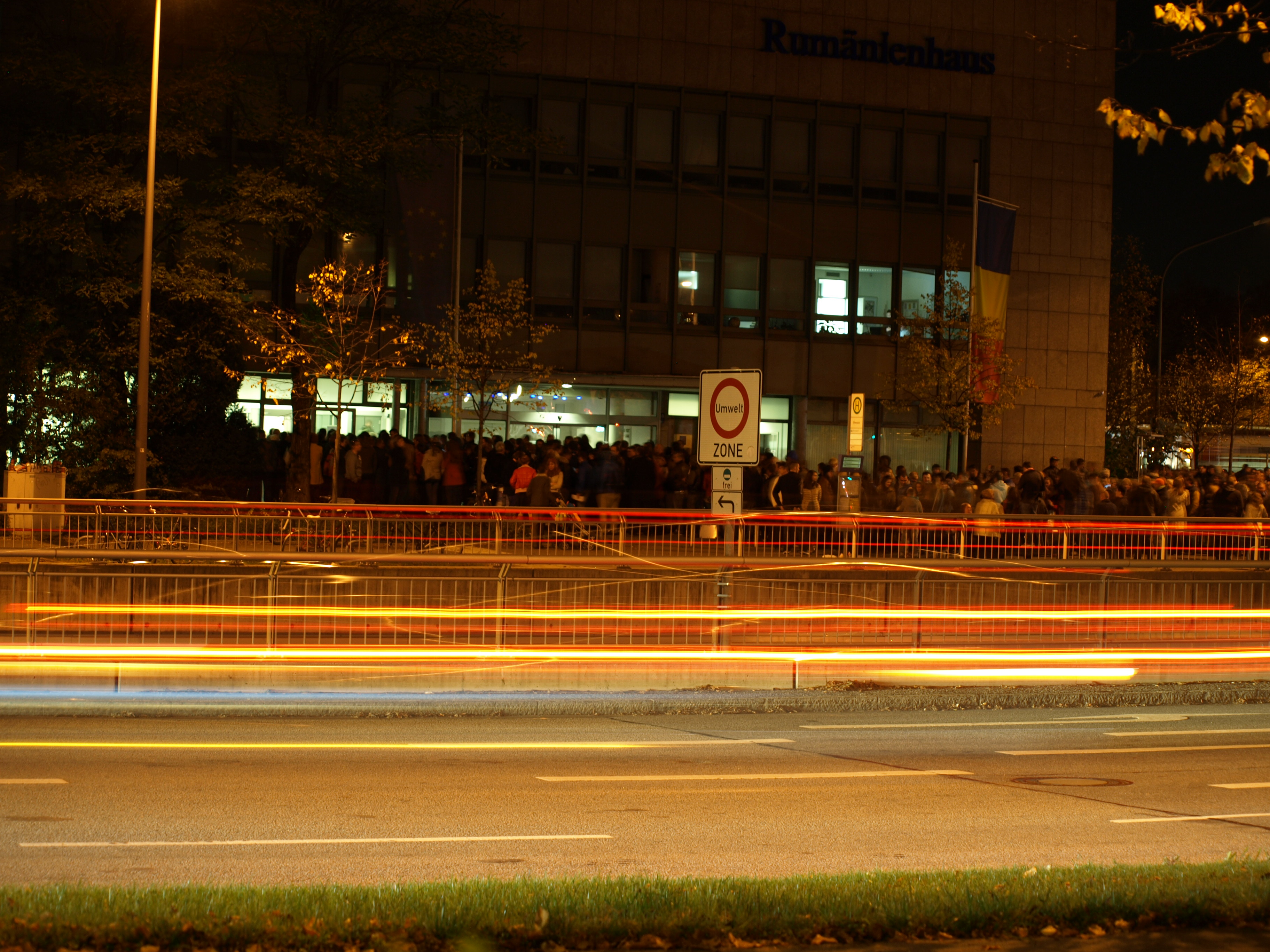
Consulatul general din München. Coada cu puțin timp înainte de închiderea urnelor.

| Ora    | Prezența | Prezența în mediul urban | Prezența in mediul rural | Observații                 |
| ------ | -------- | ------------------------ | ------------------------ | -------------------------- |
| 10.00  | 6,55%    | 6,37%                    | 6,78%                    |                            |
| 13.00  | 20,78%   | 21,14%                   | 20,28%                   |                            |
| 16.00  | 35,10%   | 34,34%                   | 36,14%                   |                            |
| 19.00  | 48,89%   | 50,54%                   | 47,68%                   |                            |
| 21.00  | 52,31%   | 51,64%                   | 53,21%                   | închiderea urnelor în țară |
| Total  | 53.17%   |                          |                          | inclusiv diaspora          |
| Sursa. |          |                          |                          |                            |

### Rezultate
| Candidat | Partid                                                       | Primul tur de scrutin | Primul tur de scrutin | Al doilea tur de scrutin | Al doilea tur de scrutin |
| Candidat | Partid                                                       | Voturi                | %                     | Voturi                   | %                        |
| --- | ------------------------------------------------------------ | --------------------- | --------------------- | ------------------------ | ------------------------ |
| Klaus Iohannis | Partidul Național Liberal (Alianța Creștin Liberală PNL–PDL) | 2.881.406             | 30,37%                | 6.288.769                | 54,43%                   |
| Victor Ponta | Partidul Social Democrat (Alianța PSD–UNPR–PC)               | 3.836.093             | 40,44%                | 5.264.383                | 45,56%                   |
| Călin Popescu-Tăriceanu | Independent                                                  | 508.572               | 5,36%                 |                          |                          |
| Elena Udrea | Partidul Mișcarea Populară (Alianța PMP-PNȚCD)               | 493.376               | 5,20%                 |                          |                          |
| Monica Macovei | Independent                                                  | 421.648               | 4,44%                 |                          |                          |
| Dan Diaconescu | Partidul Poporului – Dan Diaconescu (PP-DD)                  | 382.526               | 4,03%                 |                          |                          |
| Corneliu Vadim Tudor | Partidul România Mare (PRM)                                  | 349.416               | 3,68%                 |                          |                          |
| Hunor Kelemen | Uniunea Democrată Maghiară din România (UDMR)                | 329.727               | 3,47%                 |                          |                          |
| Teodor Meleșcanu | Independent                                                  | 104.131               | 1,09%                 |                          |                          |
| Zsolt Szilágyi | Partidul Popular Maghiar din Transilvania (PPMT)             | 53.146                | 0,56%                 |                          |                          |
| Gheorghe Funar | Independent                                                  | 45.405                | 0,47%                 |                          |                          |
| William Brînză | Partidul Ecologist Român (PER)                               | 43.194                | 0,45%                 |                          |                          |
| Constantin Rotaru | Partidul Alternativa Socialistă (PAS)                        | 28.805                | 0,36%                 |                          |                          |
| Mirel Mircea Amariței | Prodemo                                                      | 7.895                 | 0,08%                 |                          |                          |
| Alegători înscriși pe listele electorale                                                                                              | Alegători înscriși pe listele electorale                     | 18.284.066            | 100,00%               | 18.280.994               | 100,00%                  |
| Alegători prezenți la urne | Alegători prezenți la urne                                   | 9.723.232             | 53,17%                | 11.719.344               | 64,10%                   |
| Voturi nule | Voturi nule                                                  | 237.761               | 2,44%                 | 166.111                  | 1,41%                    |
| Voturi valabil exprimate | Voturi valabil exprimate                                     | 9.485.371             | 97,56%                | 11.553.152               | 98,58%                   |
| ^ Sursa: Biroul Electoral Central ^ Rezultate finale provizorii (comunicate la 4 noiembrie 2014) ^ Rezultate finale 16 noiembrie 2014 |                                                              |                       |                       |                          |                          |

### Deficiențe

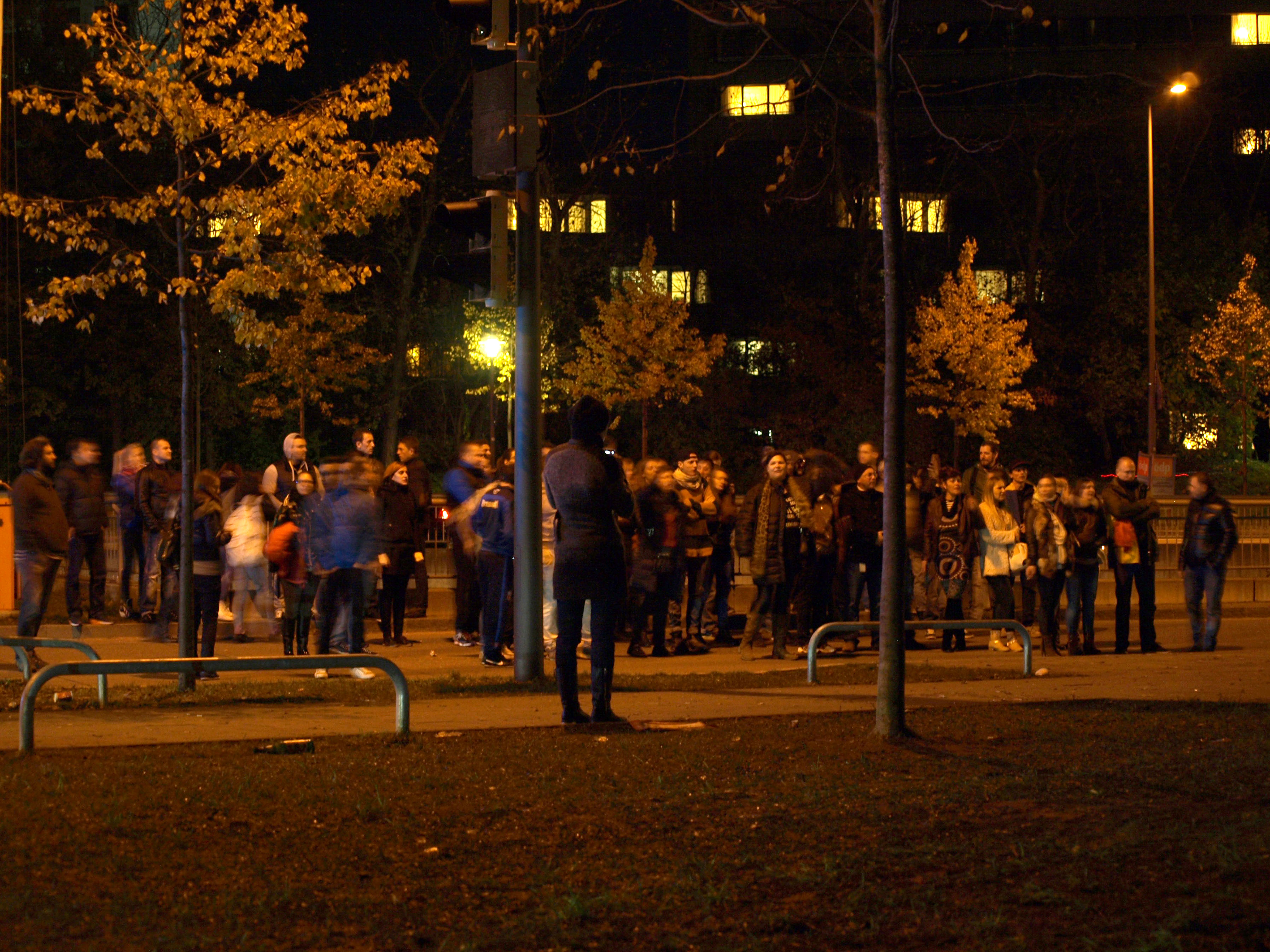
Protest spontan al alegătorilor care nu au apucat să voteze la Consulatul general din München. Conform cotidianului Die Welt, au demonstrat sute de oameni.

#### Lipsa formularelor tipizate
În mai multe secții de votare din Sectorul 2 din București, în Timișoara și în județul Cluj au apărut cazuri în care nu mai existau formulare tipizate pentru declarațiile pe proprie răspundere. Alegătorii care votau în afara localității de domiciliu nu au putut vota și au fost nevoiți să caute alte secții care mai aveau aceste formulare. Purtătorul de cuvânt al PNL, Alina Gorghiu, a declarat, într-o conferință de presă, că solicită demisia de urgență a prefectului de București, fiindcă acesta a refuzat să pună la dispoziția secțiilor de votare declarații suficiente pe care cetățenii să le completeze pentru a putea vota pe listele suplimentare.

#### Votul în diaspora
Din cauza numărului mic de secții de votare din străinătate (294 de secții) și a procedeului deficitar de votare în afara țării, foarte mulți români nu au reușit să voteze până la închiderea urnelor, deși aceștia au stat mai multe ore și au format cozi de mii de persoane în mai multe capitale europene, dar și în alte orașe.
Federația asociațiilor de români din Europa au solicitat Biroului Electoral Central să prelungească programul la secțiile de votare din străinătate unde zeci de mii de persoane nu au reușit să voteze până la închiderea urnelor. Asociația cere și demisia ministrului de externe, Titus Corlățean. De asemenea, sute de români au protestat în seara alegerilor în fața sediului Ministerului Afacerilor Externe.
Candidatul Monica Macovei și Cătălin Predoiu au cerut demisia Guvernului Ponta pentru proasta organizare a alegerilor.
Președintele în funcție, Traian Băsescu, a spus că a urmărit cu atenție procesul electoral de duminică, atât din țară cât și din diaspora. Șeful statului a spus că se impun demisiile ministrului de Externe Titus Corlățean și a ministrului delegat pentru Românii de Pretudinteni Bogdan Stanoevici, acuzând "Grave deficiențe la organizarea votului în străinătate" 
Candidatul independent Gheorghe Funar a cerut Biroului Electoral Central anularea alegerilor din 2 noiembrie și reluarea lor. Motivul invocat este că nu s-a asigurat egalitatea cetățenilor în fața legii, prin "încălcarea" dreptului de a vota al cetățenilor români aflați în străinătate.
De asemenea, parlamentarul german Gunther Krichbaum, președintele Comisiei pentru Afaceri Externe din Bundestag, a sugerat că împiedicarea dreptului la vot echivalează cu fraudarea alegerilor și a apreciat că forurile europene competente trebuie să investigheze problema votului din Diaspora.  În opinia lui Krichbaum, premierul Ponta și-ar fi pierdut deja orice autoritate de a mai exercita o funcție guvernamentală. 

## Între cele două tururi de scrutin
Pe data de 8 noiembrie președintele Traian Băsescu a cerut din nou demisia Ministrului Afacerilor Externe, Titus Corlățean.
În zilele de 8 și 9 noiembrie zeci de mii de români s-au adunat în marile orașe ale României pentru a protesta împotriva premierului Ponta și a ministrului Corlățean. Cele mai importante proteste au avut loc în Timișoara și Cluj, dar proteste semnificative au avut loc și în București, Constanța, Iași, Brașov și Oradea.
În același sfârșit de săptămână a devenit publică implicarea unor înalți clerici ai Bisericii Ortodoxe Române, între care arhiereul Iustin Hodea, în campania electorală a lui Victor Ponta. O investigație realizată de TVR Cluj a demonstrat implicarea mitropolitului Andrei Andreicuț în campania lui Ponta.
Pe data de 9 noiembrie s-a aflat că diplomații români din Italia, țară în care se află o comunitate largă de români, au cerut ajutor autorităților locale italiene pentru deschiderea de secții de vot în două orașe (Riano și Verbia) în care trăiesc un număr mare de români. Primăriile din Italia au răspuns pozitiv cererii diplomaților români din peninsulă, însă Ministerul Afacerilor Externe a refuzat sprijinul acestora.
Pe 10 noiembrie europarlamentarul PMP Cristian Preda a transmis o scrisoare lui Jean-Claude Juncker, președintele Comisiei Europene, și lui Martin Schulz, președintele Parlamentului European, în care a semnalat problemele apărute în diaspora în primul tur al alegerilor prezidențiale. Cristian Preda le-a cerut liderilor europeni să aibă o poziție publică în care să-i solicite premierului Victor Ponta respectarea dreptului de vot a românilor din diapora.
Biroul Electoral Central a anunțat că deschiderea de noi secții de votare în diaspora este atât legală cât și recomandată. Anunțul a fost făcut printr-un comunicat de presă și nu printr-o hotărâre juridică, ceea ce a permis guvernului să spună că nu există bază legală pentru deschiderea de noi secții de votare în străinătate. Ministrul Titus Corlățean a ignorat comunicatul de presă al BEC și și-a depus demisia pe data de 10 noiembrie pe motiv că el nu dorește să încalce legea, transformându-și propria demisie într-un atac politic la adresa șefului statului și a contracandidatului prim-ministrului în turul al doilea: „Nu accept să încalc legea, ca MAE să fie forțat să încalce legea pe considerente de interese politice, electorale, ale domnilor Băsescu și Iohannis. Și nu pot accepta să ofer motive de contestare a rezultatelor alegerilor prezidențiale din turul II pe considerente de nelegalitate a înființării de noi secții de votare în străinătate”
Tot pe 10 noiembrie premierul Ponta a trimis șefului statului decretul de numire a lui Teodor Meleșcanu, candidat la prezidențiale în turul întâi și susținător al său în turul al doilea, în funcția de ministru de externe. Președintele Băsescu a semnat în aceași zi decretul de numire, motivând că nu vrea să lase în aer problema deschiderii de noi secții de vot în diaspora. Teodor Meleșcanu a depus jurământul în aceeași zi. Cu toate acestea, la 14 noiembrie, Meleșcanu a declarat că „nu MAE organizează alegerile din diaspora, ci BEC, alături de Biroul Electoral pentru Străinătate”.

### Dezbaterile electorale
Dacă în turul întâi nu a existat nici o dezbatere între niciunul dintre cei 14 candidați la prezidențiale, problematica dezbaterilor prezidențiale a fost pusă în prim plan după turul întâi și transformată în motiv de atacuri de campanie.
Echipa premierului Victor Ponta a fost cea care a pornit negocierile pentru campanie pe 2 noiembrie: l-a invitat pe Klaus Iohannis sa vină pe zilele de 10, 11, 12 respectiv 13 noiembrie la posturile România TV, Realitatea TV, B1 TV respectiv Antena 3 pentru a dezbate pe niște teme decise de PSD. Klaus Iohannis a refuzat, menționând că dezbaterile ar trebui să aibă loc pe "o platformă publică, independentă, accesibilă celor doi candidați și întregii media" astfel încât nici un candidat să nu fie avantajat, iar temele pentru campanie ar trebui negociate.
Klaus Iohannis i-a recomandat premierului o dezbatere la Palatul Parlamentului la fel ca la alegerile prezidențiale din 2009, dar Victor Ponta a refuzat.
Pe 4 noiembrie Universitatea de Vest din Timișoara i-a invitat pe cei doi candidați la o dezbatere în Aula Magna a Universității. Klaus Iohannis a acceptat a doua zi invitația UVT. Răspunsul premierului a fost unul negativ. Premierul a insistat că dezbaterile ar trebui să aibă loc la televiziuni șă să fie moderate de jurnaliști. Klaus Iohannis s-a arătat nemulțumit de faptul că premierul a refuzat invitația Universității de Vest din Timișoara.
Pe 8 noiembrie președintele Băsescu i-a invitat pe cei doi candidați la Palatul Cotroceni pentru dezbatere. Deși Klaus Iohannis a refuzat să dea un răspuns concret invitației președintelui, echipa premierului s-a folosit de invitația șefului statului pentru a-și ataca contracandidatul asociându-l din nou cu acesta.
Pe 9 noiembrie ACL a cerut convocarea conducerii Parlamentului pentru a se discuta repartizarea timpilor de antenă pentru dezbaterea celor doi finaliști ai cursei prezidențiale. Pe 10 noiembrie, birourilor permanente ale Camerei Deputaților și Senatului s-au reunit, însă cele două părți nu au ajuns la o înțelegere nici de această dată.
Pe 11 noiembrie Klaus Iohannis a anunțat cu puțin timp înainte de începerea emisiunii că i se va alătura prim-ministrului Victor Ponta la Realitatea TV pentru o primă confruntare a candidaților. A doua confruntare a candidaților a avut loc pe 12 noiembrie la B1 TV.

#### Prima dezbatere televizată
Dezbaterea a avut loc pe 11 noiembrie la Realitatea TV. 
Dezbaterea poate fi vizualizată integral aici, iar declarațiile pot fi citite aici.

#### A doua dezbatere televizată
Dezbaterea a avut loc pe 12 noiembrie la B1 TV. 
Dezbaterea poate fi vizualizată integral aici.

## Turul al doilea

Rezultatele dupa turul al doilea pe judete
Victor Ponta
Klaus Iohannis

Victor Ponta
     Klaus Iohannis

### Prezența la vot
Numărul total al alegătorilor care s-au prezentat la urne a fost de 11.719.344, adică 64,10%.
Numărul de alegători care s-au prezentat la urne înscriși în listele electorale permanente a fost de 10.042.721.
Cei care au votat în altă secție de votare decât cea în care au fost arondați conform domiciliului - 1.569.668, iar numărul total al celor care au votat utilizând urna specială a fost de 106.955 persoane.
Numărul total al alegătorilor care s-au prezentat la urne în străinătate a fost de 379.116, din care 377.651 valabil exprimate conform BEC.

### Rezultate
Din voturile exprimate, 1,41% au fost nule, adică 166.111.

## Validarea alegerilor
Pe 21 noiembrie 2014 Curtea Constituțională a validat rezultatul alegerilor prezidențiale. La ceremonia solemnă de validare a participat și președintele în funcție, Traian Băsescu, al cărui mandat se termina pe 21 decembrie 2014.